# Daniel Artmann
Daniel Artmann (* 16. August 1988 in Rosenheim) ist ein deutscher Politiker der CSU. Er ist seit 2023 Abgeordneter des Bayerischen Landtages.

## Ausbildung und Beruf
Artmann besuchte das Ignaz-Günther-Gymnasium und die Staatliche Fachoberschule und Berufsoberschule in Rosenheim. Von 2009 bis 2012 studierte er berufsbegleitend Internationale Wirtschaft & Management (International Business Studies) an der FH Kufstein. Von 2012 bis 2015 studierte er berufsbegleitend Unternehmensrestrukturierung & -sanierung (Corporate restructuring) an der FH Kufstein mit dem Abschluss Master of Arts in Business (M.A.). Beruflich war Artmann als hauptamtlicher Geschäftsführer des Berufsverbandes Stellwerk18 – Digitale Wirtschaft Südostoberbayern tätig. Im Anschluss nahm er eine Tätigkeit als Regionalleiter für Bayern in einem Beratungsunternehmen auf.
Daniel Artmann ist römisch-katholisch, verheiratet und hat zwei Kinder.

## Politischer Werdegang
Artmann ist seit 2002 Mitglied der Jungen Union Bayern und seit 2004 Mitglied der CSU. Von 2006 bis 2007 war er Landesgeschäftsführer und von 2006 bis 2008 stellvertretender Bezirksvorsitzender der Schüler Union Bayern. Von 2005 bis 2007 war er Kreisschatzmeister, von 2007 bis 2008 stellvertretender Kreisvorsitzender und von 2008 bis 2015 Kreisvorsitzender der Jungen Union Rosenheim-Stadt. Des Weiteren war er von 2006 bis 2008 Ortsvorsitzender der Jungen Union Rosenheim. Ab 2015 war er Mitglied des Bezirksvorstandes und von 2017 bis 2021 Bezirksvorsitzender der Jungen Union Oberbayern.
Artmann war ab 2009 zunächst stellvertretender Ortsvorsitzender und ist seit 2015 Ortsvorsitzender der CSU Rosenheim. Er ist seit 2008 Mitglied des Kreisvorstandes der CSU Rosenheim-Stadt, wurde 2021 zum Kreisvorsitzenden gewählt und ist seitdem zugleich stellvertretender Bezirksvorsitzender der CSU Oberbayern. Seit 2019 ist er Mitglied des CSU-Parteivorstandes.
Seit der Kommunalwahl 2014 ist Artmann Mitglied des Stadtrates in Rosenheim. 2020 wurde er zum Zweiten Bürgermeister der Stadt gewählt. 2018 kandidierte er erfolglos bei der Landtagswahl in Bayern auf Listenplatz 9 der Liste Oberbayern. Bei der Landtagswahl 2023 wurde er in den Bayerischen Landtag gewählt; er gewann das Direktmandat im Stimmkreis Rosenheim-Ost mit 34 Prozent der Erststimmen.

## Ehrenämter und Mitgliedschaften
Artmann ist Vorsitzender des Wirtschaftsbeirates der Starbulls Rosenheim. Er ist Mitglied des Bayernbundes, der Gebirgsschützenkompanie Rosenheim, des Historischen Vereins Rosenheim sowie des Trachtenvereins Alt Rosenheim. Im März 2024 übernahm Artmann den Vorsitz des Kuratoriums der Technischen Hochschule Rosenheim.